# Kuća Lovrić u Sinju
Kuća Lovrić u Sinju nalazi se na adresi fra Ivana Markovića 11.

## Opis
Sagrađena je 1736. godine. Kuća Lovrić nalazi se podno istočnih padina sinjske tvrđave Grad. To je stambena dvokatnica pravokutnog tlocrta s konobom u suterenu, jednokatnim gospodarskim aneksom i dvorištem. Građena je kamenom grublje obrade, dijelom je ožbukana (ulična pročelja). Krov je drveni dvostrešni, pokriven utorenim betonskim crijepom, streha je od lomljenih kamenih ploča. Otvori pročelja uokvireni su kamenim pragovima od „muljike“. Na nadvratnicima ulaznih vrata suterena je natpis: +1736 PIETRO•IHS•MARCOVICH+IHS. U interijeru je sačuvan stilski namještaj 19.st., tradicijski elementi, krušna peć, ognjište. Prilaz je s istočne ulice, vanjskim stepeništem uz južno pročelje. Glavni ulaz je na zapadnom pročelju.

## Zaštita
Pod oznakom P-5158 bila je zavedena je kao nepokretno kulturno dobro - pojedinačno, pravna statusa preventivno zaštićena kulturnog dobra, klasificirano kao "profana graditeljska baština". Nije pod zaštitom UNESCO-a.